# Сакахоги
Сакахоги (яп. 坂祝町 Сакахоги-тё:) — посёлок в Японии, находящийся в уезде Камо префектуры Гифу. Площадь посёлка составляет 12,89 км², население — 8278 человек (1 июля 2014), плотность населения — 642,20 чел./км².

## Географическое положение
Посёлок расположен на острове Хонсю в префектуре Гифу региона Тюбу. С ним граничат города Секи, Минокамо, Какамигахара, Кани, Инуяма.

## Население
Население посёлка составляет 8278 человек (1 июля 2014), а плотность — 642,20 чел./км². Изменение численности населения с 1980 по 2005 годы:
| 1980 | 6366 чел. |  |
| 1985 | 7277 чел. |  |
| 1990 | 8722 чел. |  |
| 1995 | 8740 чел. |  |
| 2000 | 8853 чел. |  |
| 2005 | 8552 чел. |  |

## Символика
Деревом посёлка считается нандина, цветком — шалфей сверкающий.